# 纳特海姆
纳特海姆是德国巴登-符腾堡州的一个市镇。总面积44.99平方公里，总人口6226人，其中男性3092人，女性3134人（2011年12月31日），人口密度138人/平方公里。